# Буцикове
Буци́кове — село в Україні, у Садівській сільській громаді Сумського району Сумської області. Станом на 01.08.2015 населення становить 68 чоловік. Площа села 35,9 га. До 2020 орган місцевого самоврядування — Терешківська сільська рада.

## Географія
Село Буцикове знаходиться за 1,5 км від села Любиме (ліквідоване в 1989 році), в 2,5 км від сіл Терешківка, Печище і Миловидівка.

## Історія
12 червня 2020 року, відповідно до Розпорядження Кабінету Міністрів України № 723-р «Про визначення адміністративних центрів та затвердження територій територіальних громад Сумської області» увійшло до складу Садівської сільської громади.
19 липня 2020 року, в результаті адміністративно-територіальної реформи та ліквідації Сумського району(1923—2020), село увійшло до складу новоутвореного Сумського району.